# Hilde De Baerdemaeker
Hilde De Baerdemaeker (Deinze, 8 mei 1978) is een Vlaams actrice.

## Biografie
De Baerdemaeker ging naar de middelbare school De Bron in Tielt.
De Baerdemaeker studeerde af aan het Conservatorium in Gent.
In het theater speelde ze in Othello met het NTG, met het Publiekstheater De tramlijn die verlangen heet, Bloedbruiloft en Don Quichot, en met Theater Froe Froe (figurentheater) speelde ze in 2004 tot 2007 mee in Orfee.
Ze had een eerste grote rol in de film Alias. Daarna volgden De zaak Alzheimer, Team Spirit 2, Buitenspel en Dossier K. van Jan Verheyen. Ze was ook aanwezig in de twee televisiereeksen van Team Spirit en speelde Amanda in Halleluja!.
In 2005 nam ze deel aan de realityreeks Stanley's Route op VT4. Ze haalde de finale, maar verloor nipt van Guy Swinnen.
In 2008 was ze te zien in de VTM-serie Wittekerke. Vanaf september 2008 vertolkte ze de rol van Louise De Roover in de telenovela LouisLouise.
Op 27 maart 2009 kreeg ze de Vlaamse Televisie Ster 2008 voor beste actrice op het gala van de Vlaamse Televisie Academie voor haar rol in LouisLouise.
Vanaf 2012 tot 2014 was ze te zien zijn in de politieserie Aspe. Sinds 2012 speelt ze ook in de soap Familie. Vanaf 2015 speelt ze de hoofdrol in de VTM-politiereeks Coppers als Liese Meerhout.
In 2017 deed ze mee aan het vierde seizoen van Steracteur Sterartiest op Eén, waarbij ze het Nicolasfonds (verbonden aan de afdeling neonatologie van UZ Leuven) als goed doel uitkoos.

## Na haar acteercarrière
In 2024 liet ze weten te stoppen met acteren, ze zou zich toeleggen op haar spirituele coaching. 
Buiten haar acteerwerkzaamheden is ze onder meer meter van de vereniging Orka (ouders reumakinderen).

### Privé
De Baerdemaeker is moeder van een tweeling. Haar echtgenoot heeft nog twee kinderen uit een eerder huwelijk.

## Filmografie

### Presentatie
- Vlaanderen Vakantieland (Eén)
- Weekendmagazine (2005-2006, Focus-WTV)
- Webcameraden (2005-2006, VT4) (als MaXXime)
- Wit Down Under (2006, Eén)
- Bouwmeesters (2008, Kanaal Z)

### Deelnames aan televisieprogramma's
- Fear Factor (2003, VTM)
- Stanley's Route (2005, VT4)
- Fata Morgana (2006, Eén)
- Beste vrienden (2006, Eén)
- Witte Raven BV (2006, Eén)
- Peter vs. De Rest (2012, VT4)
- Masterchef (2012, VTM)
- Steracteur Sterartiest (2017, Eén)
- Weg zijn wij (2018, Eén)
- Weg met Ons Ma (2019, Eén)
- Gert Late Night (2019, VIER)